# Canary Cry
Canary Cry es el décimo noveno episodio de la cuarta temporada y octagésimo octavo episodio a lo largo de la serie de televisión estadounidense de drama y ciencia ficción Arrow. El episodio fue escrito por Wendy Mericle y Beth Schwartz y dirigido por Laura Belsey. Fue estrenado el 27 de abril de 2016 en Estados Unidos por la cadena The CW.
El equipo Arrow toma diferentes maneras de lidiar con el dolor por la muerte de Laurel. Por un lado, Diggle se culpa por haber creído que Andy era un hombre diferente y negarse a creer en las sospechas de Oliver. Mientras tanto, Quentin busca la ayuda de Nyssa para traer de vuelta a su hija, sin embargo, el avistamiento de Canario Negro refuerza la teoría de Quentin que su hija no murió realmente. Por otra parte, Oliver se da a la tarea de buscar a la nueva Canario Negro después de descubrir que el llanto de canario ha desaparecido de las cosas de Laurel que recogió del hospital.

## Elenco
- Stephen Amell como Oliver Queen/Flecha Verde.
- Katie Cassidy como Laurel Lance.
- David Ramsey como John Diggle/Spartan.
- Willa Holland como Thea Queen/Speedy.
- Emily Bett Rickards como Felicity Smoak/Overwatch.
- John Barrowman como Malcolm Merlyn/Arquero Oscuro.
- Paul Blackthorne como el capitán Quentin Lance.

## Continuidad
- Dinah Lance fue vista anteriormente en The Climb.
- Nyssa al Ghul fue vista anteriormente en Sins of the Father.
- Alex Davis fue visto anteriormente en Taken.
- El episodio marca la primera aparición de Evelyn Sharp.
- El funeral de Laurel tiene lugar en este episodio.
- Una nueva Canario Negro se deja ver después de la muerte de Laurel.
- Diggle se culpa por la muerte de Laurel ya que confió que Andy era un hombre diferente.
- En primera instancia, Quentin está seguro que Laurel no se ha ido definitivamente.
- El equipo descubre que Evelyn Sharp ha robado el llanto de canario de Laurel y está haciéndose pasar por Canario Negro.
- Ruvé Adams ordena girar órdenes de aprehensión en contra de los justicieros, especialmente Canario Negro.
- Evelyn acusa a Alex de estar trabajando para ellos.
- Evelyn ataca a Ruvé pero Oliver evita que la asesine.
- Oliver revela públicamente que Laurel era Canario Negro.

## Desarrollo

### Producción
La producción de este episodio comenzó el 15 al 23 de febrero de 2016.

### Filmación
El episodio fue filmado del 24 de febrero al 4 de marzo de 2016.

### Casting
El 25 de febrero de 2016, Stephen Amell reveló a través de su cuenta de Twitter que Madison McLaughlin fue elegida para interpretar un personaje recurrente en un rol sin revelar a partir del episodio diecinueve.